# Hyadina vockerothi
Hyadina vockerothi är en tvåvingeart som beskrevs av Clausen 1984. Hyadina vockerothi ingår i släktet Hyadina och familjen vattenflugor. Arten är reproducerande i Sverige. Inga underarter finns listade i Catalogue of Life.